# Беркельман, Теодор
Теодор Беркельман (нем. Theodor Berkelmann; 17 апреля 1894, Мец — 27 декабря 1943, Познань) — один из руководителей СС, обергруппенфюрер СС и генерал полиции (30 января 1942).

## Биография
Теодор Беркельман родился 17 апреля 1894 года в маленьком городке Ле-Бан-Санкт-Мартин близ Меца. В октябре 1913 года поступил на службу в армию. Участник Первой мировой войны, в 1914 году произведён в обер-лейтенанты. За боевые заслуги был награждён Железным крестом 1-го и 2-го класса. В 1919 году был демобилизован и вступил в Добровольческий корпус «Хюльзен» (Freikorps Hülsen). С конца 1922 до 1926 года работал шахтёром. С 1926 по 1930 год в Верхней Силезии занимался военно-спортивной деятельностью.

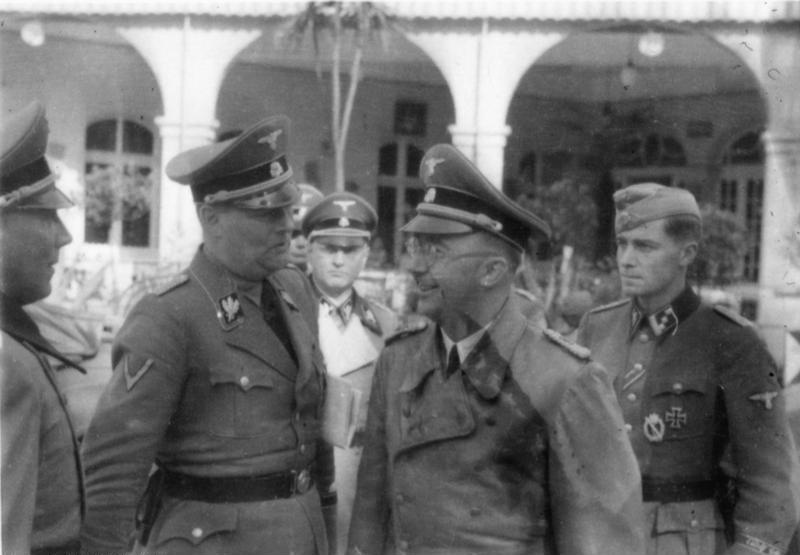
Теодор Беркельман и Генрих Гиммлер с офицерами СС в Люксембурге. июль 1940 года

1 мая 1929 года вступил в НСДАП (билет № 128 245). С 1930 по 1931 год занимался фермерством в Канаде. 1 марта 1931 года вступил в СС (билет № 6 019) в чине штандартенфюрера и возглавил 23-й штандарт СС «Верхняя Силезия». 15 июня 1931 года введён в высшее руководство СА и стал преподавателем в Имперской школе фюрера (нем. Reichsfuhrerschule) для руководства СА в Мюнхене. 6 марта 1932 года вернулся в СС и был назначен адъютантом Рейхсфюрера Генриха Гиммлера. С 1 октября 1932 года начальник штаба группы СС «Север» (со штаб-квартирой в Альтоне). С 1 апреля 1933 года командир 24-го штандарта СС «Восточная Фризия». С 11 декабря 1933 года командир VI абшнита СС. В апреле 1936 года был избран депутатом Рейхстага.
С 1 апреля 1936 года командир оберабшнита СС «Эльба», а с 28 июня 1938 года одновременно высший руководитель СС и полиции «Эльба». 20 апреля 1940 переведён на аналогичный пост в Вестмарк, а 10 декабря 1941 на Рейн. С 11 сентября 1943 года высший руководитель СС и полиции «Варта» со штаб-квартирой в Позене. Одновременно с 9 ноября 1943 года командовал оберабшнитом СС «Варта». Руководил преследованием евреев и поляков на территориях оккупированной Польши. Умер от инсульта 27 декабря 1943 года в Позене.

## Награды
- Железный крест 1-го класса
- Железный крест 2-го класса
- Знак за ранение (чёрный) (1918)
- Почётный крест ветерана войны
- Шеврон старого бойца
- Крест военных заслуг 1-й степени с мечами
- Крест военных заслуг 2-й степени с мечами
- Медаль «В память 13 марта 1938 года» Аншлюс-Медаль.
- Медаль «В память 1 октября 1938 года»
- Награда за выслугу лет в СС
- Золотой партийный знак НСДАП
- Медаль За выслугу лет в НСДАП в бронзе и серебре
- Кольцо «Мёртвая голова»
- Почётная сабля рейхсфюрера СС